# Armadillosuchus
Armadillosuchus és un gènere extint de sauròpsids crocodilomorfs de la família Sphagesauridae. Va ser descrit al febrer de 2009 en la conca de Bauru al Brasil, del Cretaci superior.

## Característiques
L'esquena d'Armadillosuchus estava coberta per una armadura que posseïa bandes flexibles i protectors rígids similars a les d'un armadillo (d'aquí el nom del gènere que significa "cocodril armadillo"). A causa de la seva morfologia singular, es creu que van tenir un estil de vida subterrani.